# دافاو أورينتال
دافاو أورينتال هي مقاطعة في الفلبين، تتبع Davao Region ‏، بلغ عدد سكانها 517٬618 نسمة، في 2010، عاصمتها ماتي، تبلغ مساحتها 5٬679٫64 كيلومتر مربع، رمزها البريدي هو 8200–8210.

## الموقع
تشترك في الحدود مع:
- كامبوستلا ولي.

## التقسيمات الإدارية
- ماتي
- Baganga [الإنجليزية]‏
- Banaybanay [الإنجليزية]‏
- Boston, Davao Oriental [الإنجليزية]‏
- Caraga, Davao Oriental [الإنجليزية]‏
- Cateel [الإنجليزية]‏
- Governor Generoso [الإنجليزية]‏
- لوبون (الفلبين)
- Manay, Davao Oriental [الإنجليزية]‏
- San Isidro, Davao del Norte [الإنجليزية]‏
- Tarragona, Davao Oriental [الإنجليزية]‏.